# Partecipanti al Tour de France 2005
Elenco dei partecipanti al Tour de France 2005.
Alla corsa hanno preso parte ventuno squadre, le venti iscritte all'UCI ProTour 2005, più l'AG2R Prévoyance, invitata. Ogni squadra era composta da 9 corridori per un totale di 189 partecipanti al via.

## Corridori per squadra
| Discovery Channel Team         | Discovery Channel Team         | Discovery Channel Team         | Fassa Bortolo                    | Fassa Bortolo                    | Fassa Bortolo                    | Bouygues Télécom   | Bouygues Télécom       | Bouygues Télécom   |
| ------------------------------ | ------------------------------ | ------------------------------ | -------------------------------- | -------------------------------- | -------------------------------- | ------------------ | ---------------------- | ------------------ |
| 1                              | Lance Armstrong                | 1º                             | 71                               | Fabian Cancellara                | 128º                             | 141                | Didier Rous            | 82º                |
| 2                              | José Azevedo                   | 30º                            | 72                               | Lorenzo Bernucci                 | 62º                              | 142                | Walter Bénéteau        | 68º                |
| 3                              | Manuel Beltrán                 | R                              | 73                               | Claudio Corioni                  | R                                | 143                | Laurent Brochard       | 28º                |
| 4                              | George Hincapie                | 14º                            | 74                               | Mauro Facci                      | 144º                             | 144                | Pierrick Fédrigo       | 46º                |
| 5                              | Benjamín Noval                 | 107º                           | 75                               | Juan Antonio Flecha              | 73º                              | 145                | Anthony Geslin         | 97º                |
| 6                              | Pavel Padrnos                  | 95º                            | 76                               | Dario Frigo                      | R                                | 146                | Laurent Lefèvre        | 117º               |
| 7                              | Jaroslav Popovyč               | 12º                            | 77                               | Massimo Giunti                   | 80º                              | 147                | Jérôme Pineau          | 43º                |
| 8                              | José Luis Rubiera              | 35º                            | 78                               | Volodymyr Hustov                 | 104º                             | 148                | Matthieu Sprick        | 120º               |
| 9                              | Paolo Savoldelli               | 25º                            | 79                               | Kim Kirchen                      | R                                | 149                | Thomas Voeckler        | 124º               |
| T-Mobile Team                  | T-Mobile Team                  | T-Mobile Team                  | Saunier Duval-Prodir             | Saunier Duval-Prodir             | Saunier Duval-Prodir             | Lampre-Caffita     | Lampre-Caffita         | Lampre-Caffita     |
| 11                             | Jan Ullrich                    | 3º                             | 81                               | Juan Manuel Gárate               | 66º                              | 151                | Eddy Mazzoleni         | 13º                |
| 12                             | Giuseppe Guerini               | 20º                            | 82                               | Rubens Bertogliati               | 92º                              | 152                | Gianluca Bortolami     | R                  |
| 13                             | Matthias Kessler               | 57º                            | 83                               | David Cañada                     | 63º                              | 153                | Salvatore Commesso     | 101º               |
| 14                             | Andreas Klöden                 | R                              | 84                               | Nicolas Fritsch                  | R                                | 154                | Gerrit Glomser         | R                  |
| 15                             | Daniele Nardello               | 55º                            | 85                               | José Á. Gómez Marchante          | R                                | 155                | David Loosli           | 99º                |
| 16                             | Stephan Schreck                | 86º                            | 86                               | Chris Horner                     | 33º                              | 156                | Evgenij Petrov         | R                  |
| 17                             | Óscar Sevilla                  | 18º                            | 87                               | Leonardo Piepoli                 | 23º                              | 157                | Daniele Righi          | 110º               |
| 18                             | Tobias Steinhauser             | 81º                            | 88                               | Manuel Quinziato                 | 131º                             | 158                | Alessandro Spezialetti | R                  |
| 19                             | Aleksandr Vinokurov            | 5º                             | 89                               | Constantino Zaballa              | R                                | 159                | Gorazd Štangelj        | 87º                |
| Team CSC                       | Team CSC                       | Team CSC                       | Liberty Seguros-Würth Team       | Liberty Seguros-Würth Team       | Liberty Seguros-Würth Team       | Gerolsteiner       | Gerolsteiner           | Gerolsteiner       |
| 21                             | Ivan Basso                     | 2º                             | 91                               | Roberto Heras                    | 45º                              | 161                | Georg Totschnig        | 26º                |
| 22                             | Kurt-Asle Arvesen              | 89º                            | 92                               | Joseba Beloki                    | 75º                              | 162                | Robert Förster         | 151º               |
| 23                             | Bobby Julich                   | 17º                            | 93                               | Alberto Contador                 | 31º                              | 163                | Sebastian Lang         | 65º                |
| 24                             | Giovanni Lombardi              | 118º                           | 94                               | Allan Davis                      | 84º                              | 164                | Levi Leipheimer        | 6º                 |
| 25                             | Luke Roberts                   | 102º                           | 95                               | Igor González de Galdeano        | R                                | 165                | Michael Rich           | 130º               |
| 26                             | Carlos Sastre                  | 21º                            | 96                               | Jörg Jaksche                     | 16º                              | 166                | Ronny Scholz           | 91º                |
| 27                             | Nicki Sørensen                 | 71º                            | 97                               | Luis León Sánchez                | 108º                             | 167                | Fabian Wegmann         | 79º                |
| 28                             | Jens Voigt                     | R                              | 98                               | Marcos Serrano                   | 40º                              | 168                | Peter Wrolich          | 146º               |
| 29                             | David Zabriskie                | R                              | 99                               | Ángel Vicioso                    | 64º                              | 169                | Beat Zberg             | 93º                |
| Illes Balears-Caisse d'Epargne | Illes Balears-Caisse d'Epargne | Illes Balears-Caisse d'Epargne | Crédit Agricole                  | Crédit Agricole                  | Crédit Agricole                  | Française des Jeux | Française des Jeux     | Française des Jeux |
| 31                             | Francisco Mancebo              | 4º                             | 101                              | Christophe Moreau                | 11º                              | 171                | Bradley McGee          | 105º               |
| 32                             | José Luis Arrieta              | 74º                            | 102                              | László Bodrogi                   | 119º                             | 172                | Sandy Casar            | 29º                |
| 33                             | David Arroyo                   | 53º                            | 103                              | Pietro Caucchioli                | 36º                              | 173                | Baden Cooke            | 142º               |
| 34                             | Daniel Becke                   | 152º                           | 104                              | Patrice Halgand                  | 52º                              | 174                | Carlos Da Cruz         | 76º                |
| 35                             | Isaac Gálvez                   | R                              | 105                              | Sébastien Hinault                | 115º                             | 175                | Bernhard Eisel         | 143º               |
| 36                             | José Vicente García            | 148º                           | 106                              | Thor Hushovd                     | 116º                             | 176                | Philippe Gilbert       | 70º                |
| 37                             | Vladimir Karpec                | 50º                            | 107                              | Sébastien Joly                   | 106º                             | 177                | Thomas Löfkvist        | 61º                |
| 38                             | Alejandro Valverde             | R                              | 108                              | Andrej Kašečkin                  | 19º                              | 178                | Christophe Mengin      | R                  |
| 39                             | Xabier Zandio                  | 22º                            | 109                              | Jaan Kirsipuu                    | R                                | 179                | Francis Mourey         | 94º                |
| Davitamon-Lotto                | Davitamon-Lotto                | Davitamon-Lotto                | Liquigas-Bianchi                 | Liquigas-Bianchi                 | Liquigas-Bianchi                 | Domina Vacanze     | Domina Vacanze         | Domina Vacanze     |
| 41                             | Robbie McEwen                  | 134º                           | 111                              | Stefano Garzelli                 | 32º                              | 181                | Serhij Hončar          | R                  |
| 42                             | Mario Aerts                    | 112º                           | 112                              | Michael Albasini                 | 145º                             | 182                | Alessandro Bertolini   | 113º               |
| 43                             | Christophe Brandt              | 56º                            | 113                              | Magnus Bäckstedt                 | R                                | 183                | Alessandro Cortinovis  | 98º                |
| 44                             | Cadel Evans                    | 8º                             | 114                              | Kjell Carlström                  | 141º                             | 184                | Angelo Furlan          | R                  |
| 45                             | Axel Merckx                    | 39º                            | 115                              | Dario David Cioni                | 54º                              | 185                | Andrij Hrivko          | 78º                |
| 46                             | Fred Rodriguez                 | 132º                           | 116                              | Mauro Gerosa                     | 137º                             | 186                | Maksim Iglinskij       | 37º                |
| 47                             | Léon van Bon                   | R                              | 117                              | Marcus Ljungqvist                | 125º                             | 187                | Jörg Ludewig           | 38º                |
| 48                             | Johan Vansummeren              | 136º                           | 118                              | Luciano Pagliarini               | R                                | 188                | Rafael Nuritdinov      | 147º               |
| 49                             | Wim Vansevenant                | 154º                           | 119                              | Franco Pellizotti                | 47º                              | 189                | Alessandro Vanotti     | 133º               |
| Rabobank                       | Rabobank                       | Rabobank                       | Cofidis, le Crédit par Téléphone | Cofidis, le Crédit par Téléphone | Cofidis, le Crédit par Téléphone | Euskaltel-Euskadi  | Euskaltel-Euskadi      | Euskaltel-Euskadi  |
| 51                             | Denis Men'šov                  | 85º                            | 121                              | Stuart O'Grady                   | 77º                              | 191                | Iban Mayo              | 60º                |
| 52                             | Michael Boogerd                | 24º                            | 122                              | Stéphane Augé                    | 121º                             | 192                | Iker Camaño            | 69º                |
| 53                             | Erik Dekker                    | 109º                           | 123                              | Frédéric Bessy                   | 129º                             | 193                | Unai Etxebarria        | 150º               |
| 54                             | Karsten Kroon                  | 135º                           | 124                              | Sylvain Chavanel                 | 58º                              | 194                | Iker Flores            | 155º               |
| 55                             | Gerben Löwik                   | R                              | 125                              | Thierry Marichal                 | 127º                             | 195                | David Herrero          | R                  |
| 56                             | Joost Posthuma                 | 83º                            | 126                              | David Moncoutié                  | 67º                              | 196                | Iñaki Isasi            | 122º               |
| 57                             | Michael Rasmussen              | 7º                             | 127                              | Janek Tombak                     | 153º                             | 197                | Iñigo Landaluze        | 100º               |
| 58                             | Marc Wauters                   | 140º                           | 128                              | Cédric Vasseur                   | 44º                              | 198                | Egoi Martínez          | 48º                |
| 59                             | Pieter Weening                 | 72º                            | 129                              | Matthew White                    | 123º                             | 199                | Haimar Zubeldia        | 15º                |
| Phonak Hearing Systems         | Phonak Hearing Systems         | Phonak Hearing Systems         | Quick Step-Innergetic            | Quick Step-Innergetic            | Quick Step-Innergetic            | AG2R Prévoyance    | AG2R Prévoyance        | AG2R Prévoyance    |
| 61                             | Santiago Botero                | 51º                            | 131                              | Tom Boonen                       | R                                | 201                | Jean-Patrick Nazon     | R                  |
| 62                             | Bert Grabsch                   | 103º                           | 132                              | Wilfried Cretskens               | R                                | 202                | Mikel Astarloza        | 27º                |
| 63                             | José Enrique Gutiérrez         | 49º                            | 133                              | Kevin Hulsmans                   | R                                | 203                | Sylvain Calzati        | R                  |
| 64                             | Robert Hunter                  | R                              | 134                              | Servais Knaven                   | 149º                             | 204                | Samuel Dumoulin        | 114º               |
| 65                             | Nicolas Jalabert               | 138º                           | 135                              | Michael Rogers                   | 41º                              | 205                | Simon Gerrans          | 126º               |
| 66                             | Floyd Landis                   | 9º                             | 136                              | Patrik Sinkewitz                 | 59º                              | 206                | Stéphane Goubert       | 34º                |
| 67                             | Alexandre Moos                 | 42º                            | 137                              | Bram Tankink                     | 111º                             | 207                | Jurij Krivcov          | 90º                |
| 68                             | Óscar Pereiro                  | 10º                            | 138                              | Guido Trenti                     | 139º                             | 208                | Nicolas Portal         | 88º                |
| 69                             | Steve Zampieri                 | R                              | 139                              | Stefano Zanini                   | R                                | 209                | Ludovic Turpin         | 96º                |

## Ciclisti per nazione
Le nazionalità rappresentate nella manifestazione sono 27; in tabella il numero dei ciclisti suddivisi per la propria nazione di appartenenza:
| Numero ciclisti | Nazione |
| --------------- | --- |
| 35              | Spagna |
| 30              | Francia |
| 28              | Italia |
| 16              | Germania |
| 11              | Belgio |
| 10              | Australia |
| 9               | Paesi Bassi, Stati Uniti                                                                                      |
| 7               | Svizzera |
| 5               | Ucraina |
| 4               | Austria |
| 3               | Kazakistan, Russia, Svezia                                                                                    |
| 2               | Danimarca, Estonia, Norvegia                                                                                  |
| 1               | Colombia, Finlandia, Lussemburgo, Rep. Ceca, Portogallo, Slovenia, Sudafrica, Ungheria, Uzbekistan, Venezuela |